# Billroth I

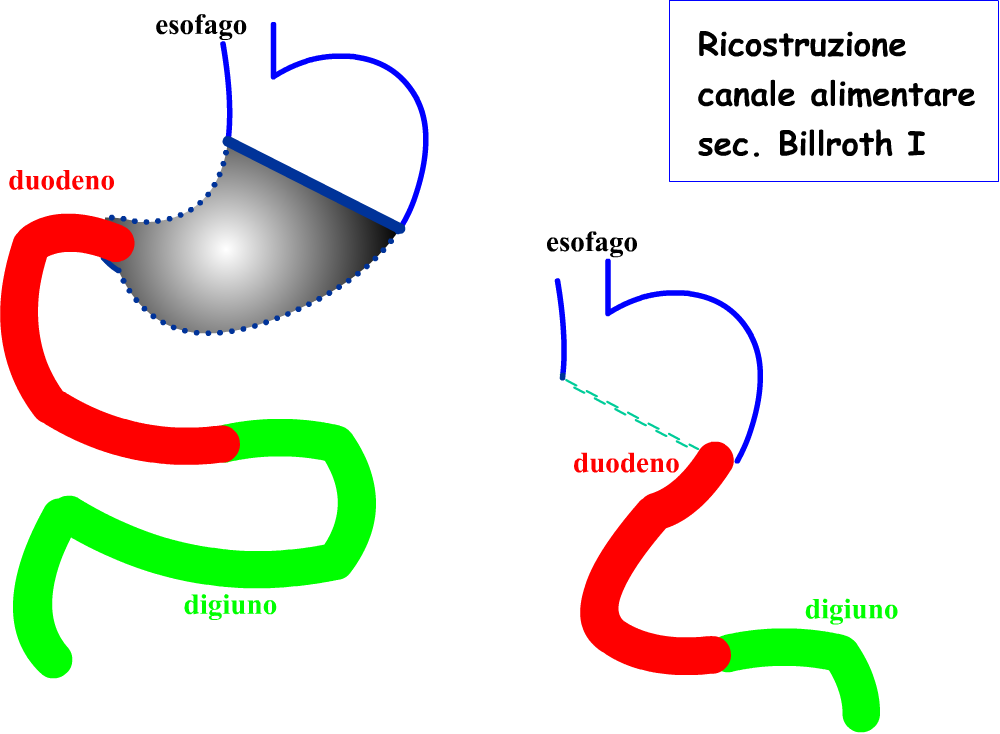
Canale alimentare: prima e dopo l'operazione

Con il termine  Billroth I , più correttamente operazione di Billroth I si intende un intervento chirurgico con il quale si procede alla rimozione del piloro con anastomosi duodeno gastrica.

## Storia
Il nome lo si deve a Christian A. Billroth, chirurgo austriaco (1829 - 1894).

## Indicazioni
L'operazione, oggi molto poco effettuata in favore di tecniche gravate da minori effetti collaterali a lungo termine, come la ricostruzione Roux-en-Y, era indicata in caso di:
- Carcinoma gastrico;
- Ulcera gastrica;
- In particolari tipi di stenosi

## Differenze con altre operazioni chirurgiche
A differenza della Billroth II qui si mantiene il transito duodenale, la tecnica risulta più facile e l'operazione ha una minore durata. Per la ricostruzione dopo gastrectomia a seconda dei casi si può preferire la più complicata ricostruzione Roux-en-Y.

## Intervento
Tramite incisione addominale (a livello xifo-ombelicale) si procede ad isolare lo stomaco e parte del duodeno